# Heteropoda speciosus
Heteropoda speciosus is een spinnensoort uit de familie van de jachtkrabspinnen (Sparassidae).
De wetenschappelijke naam van de soort werd in 1898 als Palystes speciosus gepubliceerd door Reginald Innes Pocock.